# نورالدین عزیزی
نورالدین عزیزی سیاستمدار اهل افغانستان است. وی از ۲۱ سپتامبر ۲۰۲۱ به حیث سرپرست وزارت تجارت و صنایع امارت اسلامی افغانستان مشغول به کار است.